# Dél-Égei-szigetek
A Dél-Égei-szigetek (görögül Περιφέρεια Νοτίου Αιγαίου) egyike Görögország 13 közigazgatási régiójának, az ország délnyugati negyedében, amelyhez a Dodekánisza és a Kikládesz szigetcsoportok tagjai tartoznak.
Dodekánisza és a Kikládesz egyben prefektúrák is (a régió alatti görög közigazgatási szint). 
Területe 5286 km² (majdnem akkora, mint a magyar Jász-Nagykun-Szolnok vármegye). Népessége 320 001 (2021-ös adat). 
A régió közigazgatási székhelye a Szírosz szigetén fekvő Ermúpoli (egyben Kikládesz periféria fővárosa is).

## Legfontosabb települései
- Ermúpoli (Ερμούπολη)
- Jaliszósz (Ιαλυσός)
- Kallithéa (Καλλιθέα)
- Kálimnosz (Κάλυμνος)
- Kosz (Κως)
- Míkonosz (Μύκονος)
- Náxos (Νάξος)
- Párosz (Πάρος)
- Petalúdesz (Πεταλούδες)
- Rodosz (Ρόδος)
- Szantoríni (Σαντορίνη) vagy Thíra (Θήρα)